# Abisara caeca
Abisara caeca é uma borboleta da família Riodinidae. Ela é encontrada nos Camarões, Gabão, República do Congo, Angola, República Democrática do Congo, Uganda e Tanzânia. O habitat desta borboleta localiza-se em florestas pantanosas.

## Subespécies
- Abisara caeca caeca (República Democrática do Congo: Uele, Ituri e Kivu do sul, sudoeste do Uganda, noroeste da Tanzânia)
- Abisara caeca semicaeca Riley, 1932 (Camarões, Gabão, Congo, oeste da República Democrática do Congo e, possivelmente, Angola)